# Isla de Flores (Azores)
La isla de Flores (en portugués, ilha das Flores) es una isla del archipiélago de las Azores, Portugal. Es el punto más occidental de Portugal y tiene una superficie de 142 km² y una población de 4.300 habitantes.

## Toponimia
La isla aparece cubierta de miles de hortensias en verano, aunque esto no es el origen de su nombre. La isla se encontraba profusamente poblada por una especie de origen norteamericano llamada Solidago sempervirens, de la familia de las asteraceas cuyas semillas llegaron arrastradas por el viento y encontraron en la isla un hábitat ideal. Sus flores de color amarillo cubrían extensas superficies, de ahí que la isla fuera bautizada Flores. 

## Historia
La isla fue descubierta en 1452 por Diogo de Teive y su hijo João de Teive. La isla fue colonizada en un principio por el noble flamenco Willem van der Haegen (conocido en Portugal como, Guilherme da Silveira). Van der Haegen había llegado a Azores en 1469, y vivió durante un tiempo en la isla de Fayal, trasladándose después a isla Terceira, donde vivió unos años antes de partir hacia Flores.
Posteriormente abandonó Flores por estar la isla muy distante de las demás y no encontrarse en las rutas navales hacia Europa, además la isla resultaba poco fértil. De esta forma, el inicio del poblamiento permanente de la isla se realizó durante el reinado del rey Manuel I de Portugal, en el año 1510, viniendo los colonos principalmente del norte de Portugal. Originalmente la isla recibió los nombres de São Tomás y Santa Maria.
Durante el periodo de Unión Ibérica, la isla fue atacada dos veces por corsarios ingleses, en julio de 1587 y en agosto de 1591. Fracasando en su intento de tomar la isla.

## Geografía

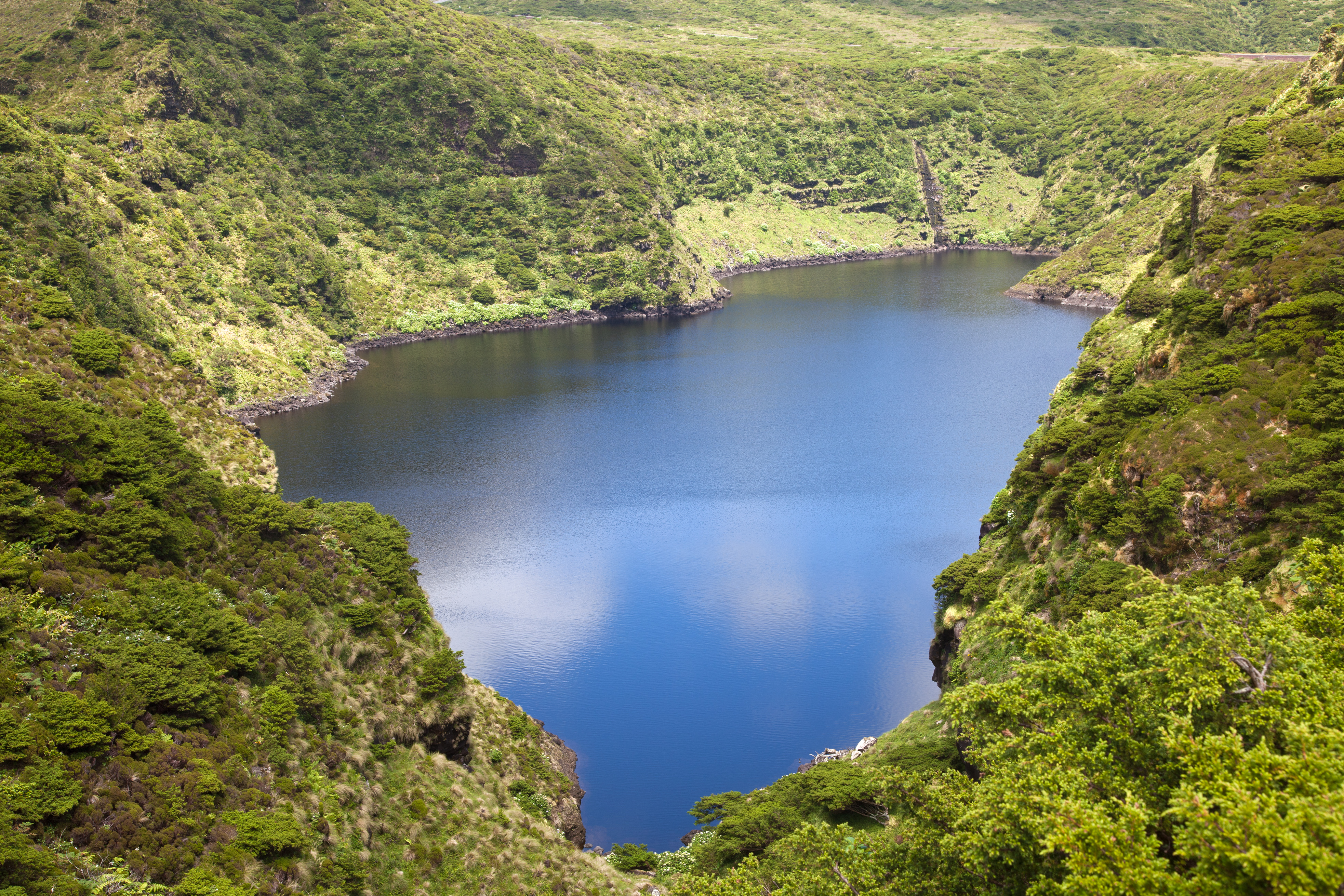
Lagoa comprida, en el interior de la isla.

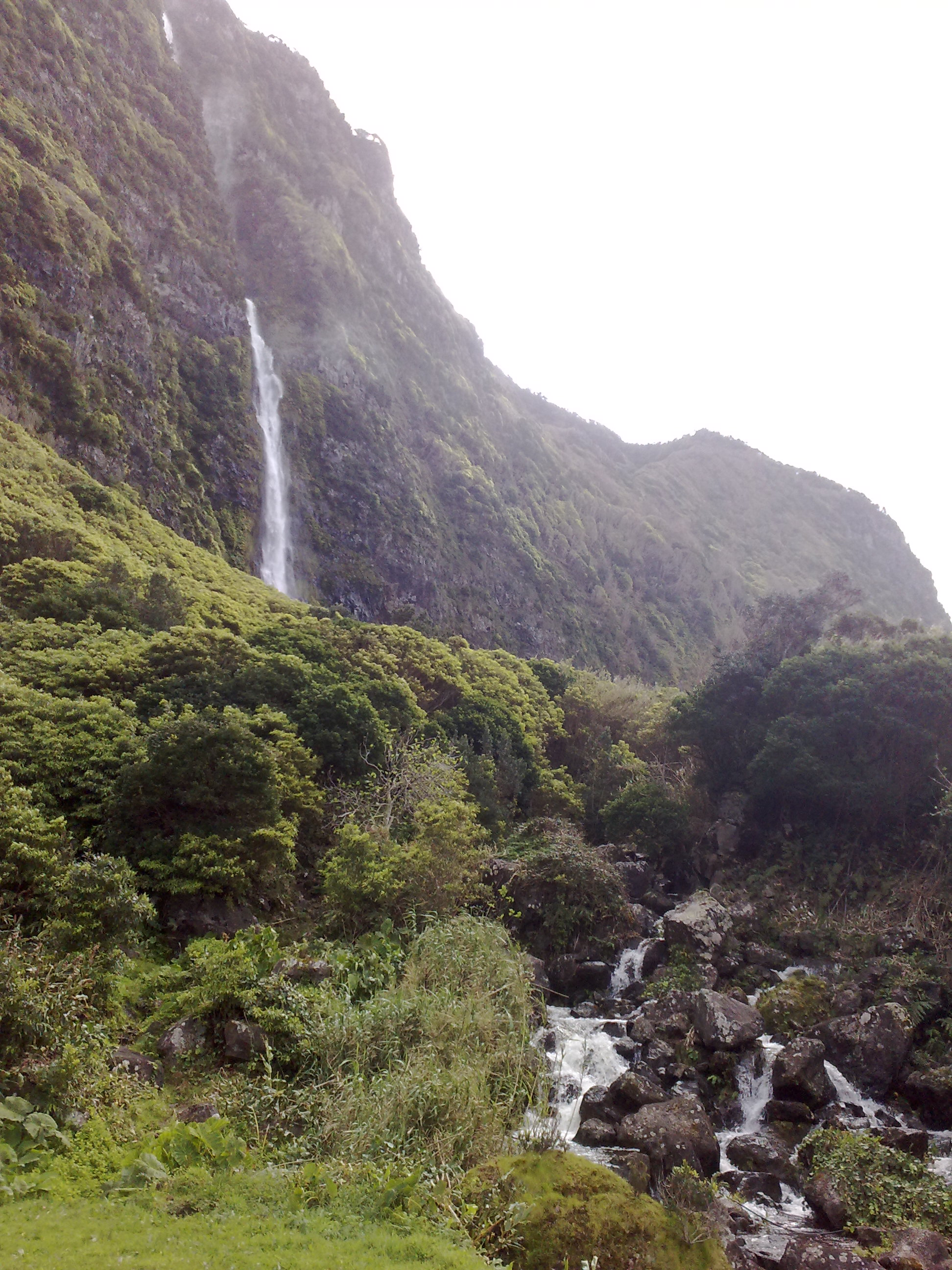
Cascada ponta da faja, en el interior de Flores.

Flores, junto a la isla de Corvo, está situado en la Placa Norteamericana de la Dorsal mesoatlántica y pertenece al grupo occidental de las islas en el archipiélago de las Azores. Situada en mitad del Océano Atlántico, es el punto más occidental de Europa. La distancia entre el Cabo da Roca, en Portugal (1.835 km) y la Isla de Terranova, en Canadá (1.936 km) es muy similar.
Desde el punto de vista geomorfológico, la isla se compone de dos unidades:
- El Macizo Central - es la llanura central, donde se ubican numerosas estructuras con cráteres inundados que forman lagos naturales;
- La periferia costera - que incluye las zonas costeras, acantilados y playas antiguas, así como la plataforma costera.

Durante el verano, la isla está cubierta con miles de hortensias, que tienen grandes flores azules o rosadas; este es el origen del nombre de la isla.
La isla tiene valles profundos y altos picos; Morro Alto es el lugar más alto de la isla, alcanzando una altitud de 914 metros, mientras que el Pico da Burrinha, el Pico dos Sete Pés y Marcela son otros altos picos de la isla. Flores tiene varios volcanes inactivos; Caldeira Funda entró en erupción por última vez en 1200 y Caldeira Comprida en 950 a. C. En muchos sitios donde el agua se recoge en las calderas volcánicas (o caldeiras en portugués), se forman lagos: hay siete de estos lagos en la isla. Las Águas Quentes son pequeñas fuentes termales de agua sulfurada hirviendo. La Gruta de Enxaréus es una enorme caverna, de unos 50 metros de largo por 25 de ancho.
El 27 de mayo de 2009, Flores fue elegida como una de las áreas que se incluirían en la lista de la Red Mundial de Reserva de la Biosfera de la UNESCO en el Programa del Hombre y la Biosfera celebrado en Jeju, Corea del Sur, junto con las islas de Graciosa y Corvo. El programa apunta a las dimensiones ecológicas, sociales y económicas de la pérdida de biodiversidad y la reducción de esta pérdida. Utiliza su Red Mundial de Reservas de Biosfera como vehículos para compartir conocimientos, investigación y monitoreo, educación, capacitación y toma de decisiones participativas con las comunidades locales.

## Economía
La economía de la isla es principalmente agrícola, con el cultivo de taro y cereales como actividades principales. Debido a que los primeros pobladores son del norte de Portugal, las casas y las calles de la isla se parecen a las que se encuentran allí. Portugal tiene un acuerdo militar con Francia que permite a este país tener una base en la región. Santa Cruz das Flores alberga el único aeropuerto de la isla. Su principal puerto comercial se encuentra en Lajes das Flores. En Santa Cruz se encuentra el transbordador a la isla de Corvo, y al sur del pueblo, los pescadores comerciales operan fuera del Porto Boqueirão.

## Clima
El microclima del parque forestal de Fazenda permite el desarrollo de un gran número y variedad de especies exóticas de todo el mundo. Según la clasificación climática de Köppen, Isla de Flores tiene un clima subtropical húmedo que roza el clima oceánico. Su clima es influenciado en gran medida por la corriente cálida del Golfo y el mar circundante, lo que resulta en un rango estrecho de temperaturas y un clima húmedo. Los inviernos son suaves y lluviosos con un promedio de febrero de 13,6 °C . Los veranos son suaves con la temperatura media en agosto de promedio de 25,3 °C. A lo largo del año, las temperaturas rara vez superan los 30 °C o caen por debajo de 5 °C. La precipitación es importante durante todo el año aunque los veranos son más secos que los meses de invierno y hay 240 días con precipitación medible.
| Parámetros climáticos promedio de Flores, Portugal | Parámetros climáticos promedio de Flores, Portugal | Parámetros climáticos promedio de Flores, Portugal | Parámetros climáticos promedio de Flores, Portugal | Parámetros climáticos promedio de Flores, Portugal | Parámetros climáticos promedio de Flores, Portugal | Parámetros climáticos promedio de Flores, Portugal | Parámetros climáticos promedio de Flores, Portugal | Parámetros climáticos promedio de Flores, Portugal | Parámetros climáticos promedio de Flores, Portugal | Parámetros climáticos promedio de Flores, Portugal | Parámetros climáticos promedio de Flores, Portugal | Parámetros climáticos promedio de Flores, Portugal | Parámetros climáticos promedio de Flores, Portugal |
| Mes                                                | Ene.                                               | Feb.                                               | Mar.                                               | Abr.                                               | May.                                               | Jun.                                               | Jul.                                               | Ago.                                               | Sep.                                               | Oct.                                               | Nov.                                               | Dic.                                               | Anual                                              |
| -------------------------------------------------- | -------------------------------------------------- | -------------------------------------------------- | -------------------------------------------------- | -------------------------------------------------- | -------------------------------------------------- | -------------------------------------------------- | -------------------------------------------------- | -------------------------------------------------- | -------------------------------------------------- | -------------------------------------------------- | -------------------------------------------------- | -------------------------------------------------- | -------------------------------------------------- |
| Temp. máx. abs. (°C)                               | 20.2                                               | 20.7                                               | 21.8                                               | 22.5                                               | 24.8                                               | 26.5                                               | 29.8                                               | 30.0                                               | 29.4                                               | 27.4                                               | 25.0                                               | 21.9                                               | 30.0                                               |
| Temp. máx. media (°C)                              | 16.5                                               | 16.3                                               | 16.9                                               | 17.5                                               | 19.3                                               | 21.7                                               | 24.2                                               | 25.3                                               | 24.0                                               | 21.5                                               | 19.3                                               | 17.6                                               | 20.0                                               |
| Temp. media (°C)                                   | 14.0                                               | 13.6                                               | 14.3                                               | 15.0                                               | 16.6                                               | 18.9                                               | 21.3                                               | 22.3                                               | 21.1                                               | 18.8                                               | 16.7                                               | 15.1                                               | 17.3                                               |
| Temp. mín. media (°C)                              | 11.3                                               | 10.9                                               | 11.5                                               | 12.2                                               | 13.8                                               | 16.0                                               | 18.2                                               | 19.1                                               | 18.0                                               | 16.0                                               | 14.2                                               | 12.5                                               | 14.5                                               |
| Temp. mín. abs. (°C)                               | 2.1                                                | 4.0                                                | 3.4                                                | 5.0                                                | 7.2                                                | 9.2                                                | 11.4                                               | 12.6                                               | 11.1                                               | 9.1                                                | 6.5                                                | 4.0                                                | 2.1                                                |
| Precipitación total (mm)                           | 198.0                                              | 191.3                                              | 138.9                                              | 108.8                                              | 95.5                                               | 85.7                                               | 62.6                                               | 83.9                                               | 127.5                                              | 147.1                                              | 191.9                                              | 210.9                                              | 1642.1                                             |
| Días de precipitaciones (≥ 0.1 mm)                 | 23.9                                               | 22.0                                               | 21.1                                               | 18.6                                               | 18.6                                               | 15.7                                               | 15.0                                               | 16.4                                               | 19.7                                               | 21.9                                               | 22.1                                               | 24.7                                               | 239.7                                              |
| Fuente: Weatherbase                                |                                                    |                                                    |                                                    |                                                    |                                                    |                                                    |                                                    |                                                    |                                                    |                                                    |                                                    |                                                    |                                                    |

## División administrativa
La isla está dividida en dos municipios o concelhos: en el extremo norte de la isla se encuentra Santa Cruz das Flores, capital del concejo homónimo y al sur se encuentran la villa de Lajes das Flores, también sede de concejo.

## Galería

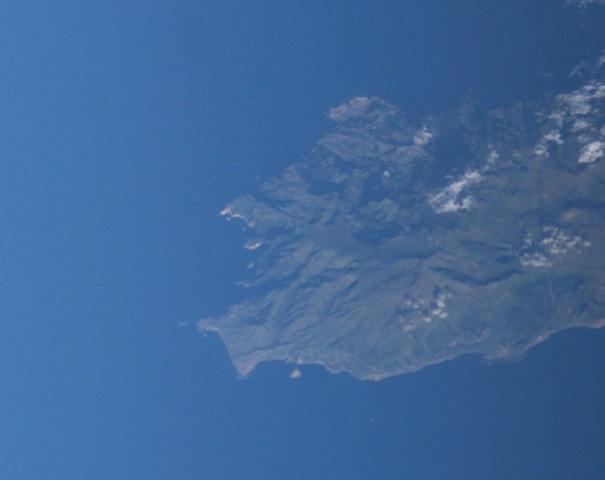
Imagen de satélite de la Isla de Flores.
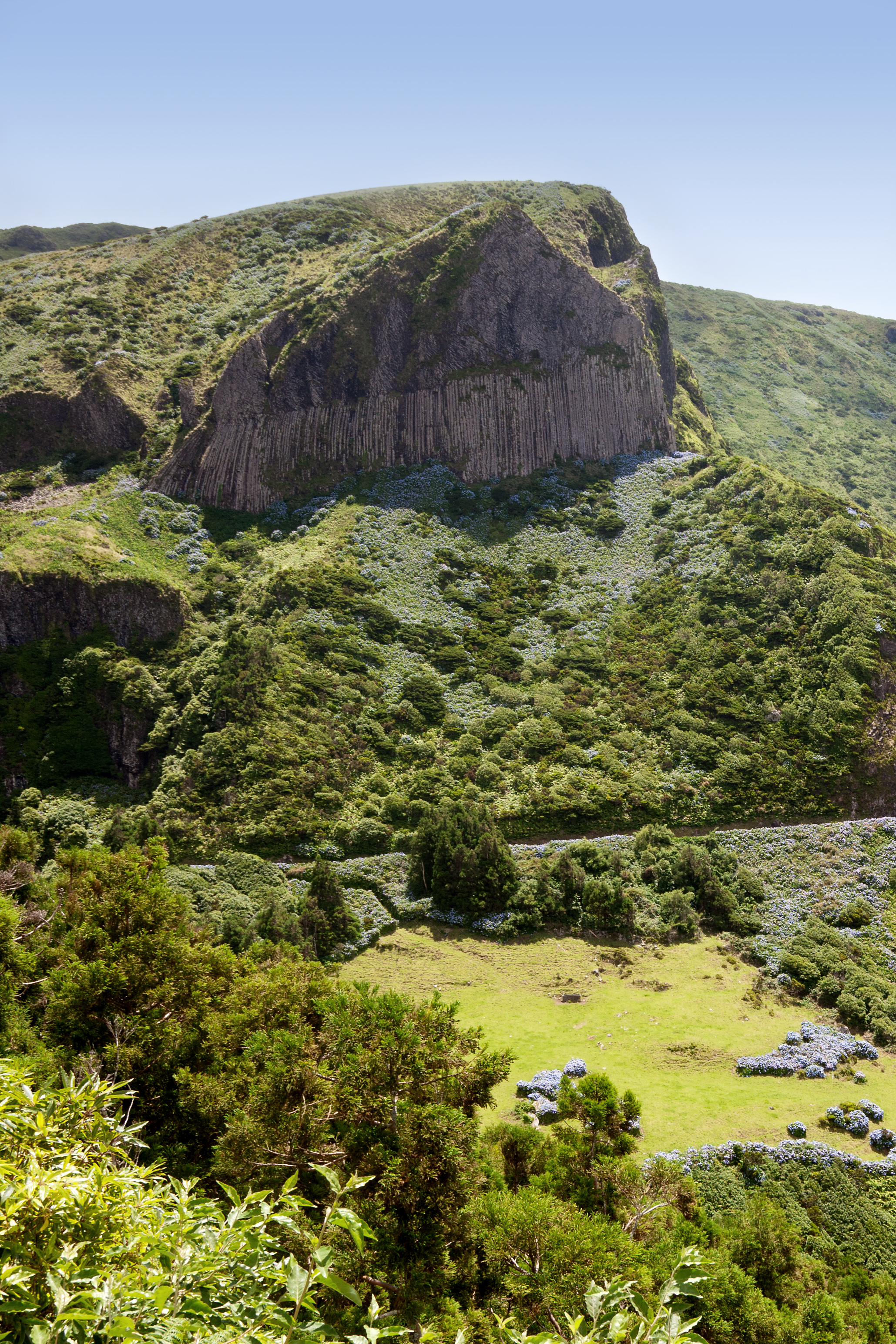
Rocha dos Bordões, un símbolo geológico de Flores.
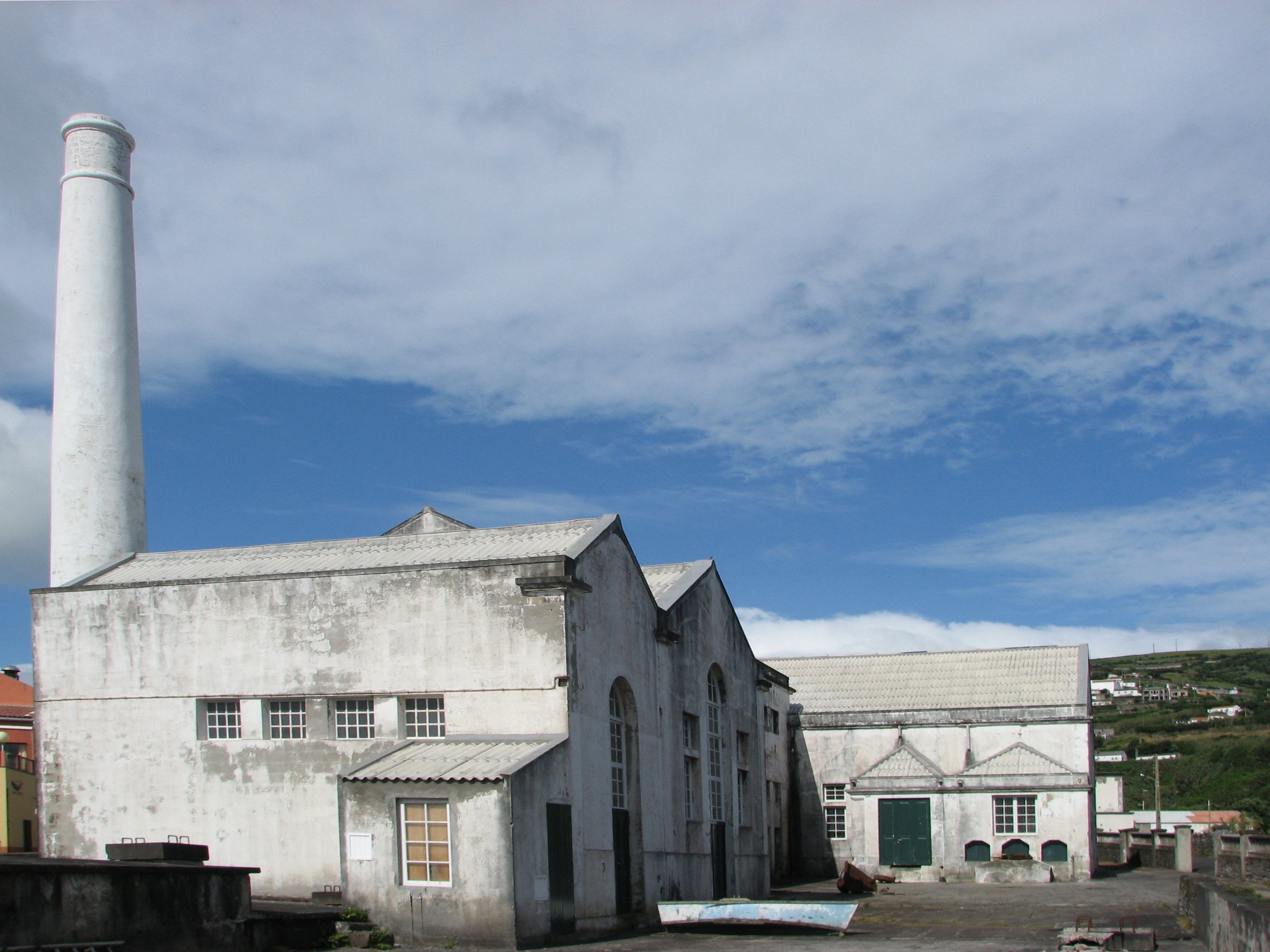
Antigua fábrica de la industria ballenera en Flores.